# La Partie infinie
La Partie infinie (titre original : The Eye of Minds) est le premier roman de la série Le Jeu du Maître écrite par James Dashner. Ce roman de science-fiction a été publié pour la première fois aux États-Unis en 2013 puis est paru en France en 2016.
Trois amis découvrent avec horreur que mourir dans leur jeu vidéo peut les faire mourir dans le monde réel. Ils sont engagés pour arrêter cette terrible manipulation. 
Quand le quotidien est sans intérêt, que les rêves n'existent plus, il reste la réalité virtuelle : comme la plupart des jeunes de son âge, Michael passe son temps sur le VirtNet, une plateforme tentaculaire à mi-chemin entre un jeu vidéo et un réseau social. Relié au serveur par des fils sensoriels, son cerveau baigne dans cet univers parallèle. Mais quand une série de suicides – bien réels, ceux-là – intervient dans le cadre du jeu, Michael et ses amis hackers doivent se rendre à l'évidence, effrayante. L'intelligence artificielle aurait-elle pris le pas sur la réalité ?

## Résumé
Michael, un adolescent dont les parents sont partis en voyage pour une durée indéterminée et qui vit avec sa “gouvernante” Helga, passe son temps sur le VirtNet comme apparemment la plupart des personnes de la société développée dans ce livre : une sorte de plateforme de réalité virtuelle dans laquelle Michael excelle par ses connaissances en code et en piratage. Au début de l'histoire, il y rencontre Tanya, une jeune femme sur le point de se suicider du Golden Gate Bridge. Alors que cette action ne devrait avoir comme conséquence que de réveiller Tanya dans sa vraie vie, celle-ci pirate son propre code en se retirant son “noyau” (la puce qui permet de discerner le jeu du réel). Se suicider dans le jeu sans son noyau rend cette action également réelle dans la vraie vie, ce qui choque profondément Michael. Elle saute sans qu’il puisse l’en empêcher et après lui avoir indiqué que sa mort n'est qu'une conséquence des actions d’un certain Kaine.
Michael est contacté par la suite par la VNS (la VirtNet Security) afin d'enquêter sur Kaine avec ses amis pirates, Bryson et Sarah. Ils commencent donc à enquêter mais l'intéressé les menace de détruire le monde s'ils continuent leur mission. Un peu refroidis mais inquiets des représailles de la VNS s'ils abandonnent la mission, ceux-ci continuent leurs recherches.
Ils sont conseillés, par un barbier du VirtNet, d'aller voir Ronika, la gérante du Noir & Bleu, un club de nuit pour adultes très prisé. Après un petit tour de passe-passe avec les videurs, ils parviennent à rencontrer Ronika qui leur livre des nouvelles sur Kaine. Ce dernier se trouverait dans la Ravine Sacrée, un monde ultraperfectionné et protégé, uniquement accessible depuis le Sentier, lui-même trouvable à partir du jeu de guerre, Devils of Destruction.
Mais des AssaSims, bêtes sauvages créées par Kaine, les attaquent et Ronika meurt alors que les trois amis s'enfuient. Ronika est donc effacée du monde du VirtNet et doit normalement recommencer sa vie virtuelle depuis le début. Michael, lui, est atteint de migraines après une légère attaque d'un AssaSim. Plus tard, il apprend que la directrice du Noir & Bleu est dans le coma après un court-circuit dans son cercueil (boîte dans laquelle s'insèrent les joueurs afin de se rendre dans le VirtNet).
Sarah, Bryson et Michael veulent se rendre dans Devils of Destruction, mais le jeu est RAA (Réservé Aux Adultes) et ils doivent ruser pour pouvoir passer. Une fois rentrés, ils découvrent une scène de carnage glauque où tout le monde s'entretue sans pitié. En étudiant attentivement le code de chaque surface du jeu (et malgré de nombreuses morts violentes dans le jeu qui n’ont heureusement pas d’autre conséquence que de leur faire recommencer la partie de Devils of Destruction), ils  parviennent quand même à trouver le portail qui pourra les mener sur le Sentier menant à la Ravine Sacrée. Mais Michael est repris de violentes crises qu’il attribue à l'AssaSim et entend une voix lui dire :
« Tu t'en sors très bien, Michael. »
Les trois amis se retrouvent dans un labyrinthe plongé dans le noir avant de débarquer sur un disque flottant. Au milieu, se trouve une vieille dame sur un rocking-chair, la Sacoche. Elle leur annonce que s'ils meurent dans la Ravine Sacrée, ils n'ont quasiment aucune chance de pouvoir y retourner. Elle leur pose ensuite une énigme afin de trouver la Ravine Sacrée :
« Avant de choisir l'heure fatidique, Prenez soin de vous figurer la tour droite. Mais gardez-vous de partir trop vite, Contemplez d'abord la lune sombre et vide. »
Mais la Sacoche disparait et le disque se disloque. Ils prennent finalement le portail de dix heures (la tour décrivait un 1 et la lune, un 0).
Les trois amis se retrouvent dans un couloir sans fin et Michael entend encore la même voix lui dire qu'il progresse bien. Après plusieurs heures, ils trouvent une sortie en cassant un mur mais se font engloutir par le sable et se retrouvent dans un très long escalier. Après quelques heures de descente, ils finissent par s'endormir et Michael se rend compte qu'il ne sait plus depuis quand il n'a pas vu ses parents.
Trouvant finalement une porte, ils débarquent dans un couloir de zombies qui ne bougent que lorsque les 3 amis font des mouvements brusques. Bryson se demande si Kaine n'est finalement pas une Tangente, un programme créé par l'humain pour servir l'humanité dans le VirtNet. Mais ce dernier est tellement étonné de sa propre réflexion qu’il bouge trop brusquement et se fait tuer par les zombies.
Sarah et Michael débarquent dans la forêt de Slake, qui n'est autre que le célèbre joueur disparu, Gunner Skale. Il leur apprend que Kaine est réellement une Tangente. Mais Skale veut que les démons des animaux avec qui il habite, tuent les deux pirates afin de les renvoyer dans la Veille, la vie réelle, afin de ne pas être piégé comme lui dans la forêt. Mais Sarah et Michael s'enfuient dans une chapelle, qui couvre le portail amenant dans la suite du Sentier. Une bataille s'engage entre les démons et les 2 pirates mais Sarah exploite une faille dans l'autel de la chapelle et ils parviennent à s'échapper.
Michael et Sarah se retrouvent dans un volcan et suivent le chemin du Sentier. Un rapprochement s'opère entre les deux mais Sarah est tuée par de la lave. Michael continue, seul, le chemin amenant à Kaine et se retrouve dans une pièce blanche avec un homme en argent. Celui-ci lui annonce que s'il meurt à partir de cet endroit, il mourra dans la vie réelle. Son Noyau est donc détruit. Michael continue, malgré la destruction du Noyau, vers la Ravine Sacrée.
Il débarque dans un désert et entre dans une cabane. Il se retrouve au repaire de Kaine en train de tenir une réunion. Michael apprend, sans le comprendre, que la Doctrine de Mortalité permet aux Tangentes d'avoir enfin un corps humain. Michael tente de s'enfuir après s'être fait repérer et les agents de la VNS (apparus en suivant le code de Michael qu’ils avaient embauchés pour les mener à Kaine), engagent un combat contre les hommes de Kaine. Michael s'enfuit mais se fait rattraper par la suite par un homme de Kaine. Ce dernier lui annonce que Michael a réussi le test qu'il lui a préparé. Michael s'enfuit, énervé contre Kaine, à la recherche de la VNS pour l'arrêter. Sauf que des AssaSims débarquent et attaquent la VNS et Michael. Celui-ci parvient à les combattre pendant un moment mais ils sont trop nombreux. Finalement, une migraine le reprend et tout disparaît.
Michael se réveille dans un corps inconnu, tout comme l'appartement dans lequel il est. Il apprend par un message de Kaine qu'il est le premier à avoir réussi la Doctrine de Mortalité et que les AssaSims ne servaient qu'à tuer les âmes et les souvenirs des personnes dont les corps allaient être volés pour être « occupés » par des Tangentes. Ses migraines n’étaient d’ailleurs pas liées à l’attaque de l’AssaSim mais dues à l’obsolescence de sa nature de Tangente. Michael n'était donc qu'une Tangente vivant au Lifeblood Deep, un niveau spécial du VirtNet dans lequel il a vécu toute sa vie. L'agent Weber de la VNS va le voir pour lui annoncer qu'elle savait tout sur lui depuis le début mais qu’elle poursuit toujours le but d’arrêter les plans de Kaine. En attendant, elle lui indique que la seule chose à faire est d’occuper la vie de l’humain dans lequel il s’est réveiller. Elle lui apprend également que ses amis Sarah et Bryson sont eux bien réels et vivants. Mais ses parents et Helga ont réellement disparu.